# Yirrkala (ryby)
Yirrkala – rodzaj ryb promieniopłetwych z podrodziny Ophichthinae w obrębie rodziny żmijakowatych (Ophichthidae).

## Rozmieszczenie geograficzne
Do rodzaju należą gatunki występujące w wodach Indo-Pacyfiku i Morza Czerwonego. Są to w większości ryby morskie, kilka gatunków żyje w wodach słodkich lub słonawych.

## Morfologia
Długość ciała do 53 cm; brak danych dotyczących masy ciała.

## Systematyka
Rodzaj zdefiniował w 1940 roku australijski ichtiolog Gilbert Percy Whitley w artykule poświęconym ilustracjom niektórych australijskich ryb, opublikowanym w czasopiśmie The Australian zoologist. Gatunkiem typowym jest (oryginalne oznaczenie) Y. chaselingi.

### Etymologia
Yirrkala: Yirrkala, Terytorium Północne, Australia. 

### Podział systematyczny
Do rodzaju należą następujące gatunki:
- Yirrkala calyptra McCosker, 2011
- Yirrkala chaselingi Whitley, 1940
- Yirrkala fusca (Zuiew, 1793)
- Yirrkala gjellerupi (Weber & de Beaufort, 1916)
- Yirrkala insolitus McCosker, 1999
- Yirrkala kaupii (Bleeker, 1858)
- Yirrkala lumbricoides (Bleeker, 1864)
- Yirrkala macrodon (Bleeker, 1863)
- Yirrkala maculata (Klausewitz, 1964)
- Yirrkala misolensis (Günther 1872)
- Yirrkala moorei McCosker, 2006
- Yirrkala omanensis (Norman, 1939)
- Yirrkala ori McCosker, 2011
- Yirrkala philippinensis (Herre, 1936)
- Yirrkala tenuis  (Günther, 1870)